# Col Cardinal Antonio Samorè
Pour les articles homonymes, voir Samorè.
Le col frontalier international Cardinal Antonio Samorè (en espagnol : Paso Fronterizo Internacional Cardenal Antonio Samoré), ou col Puyehue, est un col de montagne qui traverse la cordillère des Andes, à la frontière entre le Chili et l'Argentine. Il s'agit de l'un des principaux passages des Andes du Sud. Connu au Chili sous le nom de « Puyehue » ou de « Pajaritos » et en Argentine sous le nom d'« El Rincón ». Le col est entouré de paysages spectaculaires, où peuvent être observés des forêts denses, des lacs, des volcans, des fleuves, des cascades et une faune variée et unique.

## Toponymie
Appelé Paso Puyehue, en référence au lac homonyme, en territoire chilien, dont le nom est dû à l'abondance d'un petit poisson appelé puye, dans ses eaux (en mapudungun : Lugar donde hay puye).
Au Chili, le col est également connu sous le nom de paso Errázuriz, mais également sous le nom de « Puyehue ».
Il est renommé « Paso Cardenal Antonio Samoré » en l'honneur du cardinal Antonio Samorè, qui joue le rôle de médiateur dans le conflit du Beagle entre les dictatures militaires argentines et chilienne, le jour de Noël 1978.

## Géographie

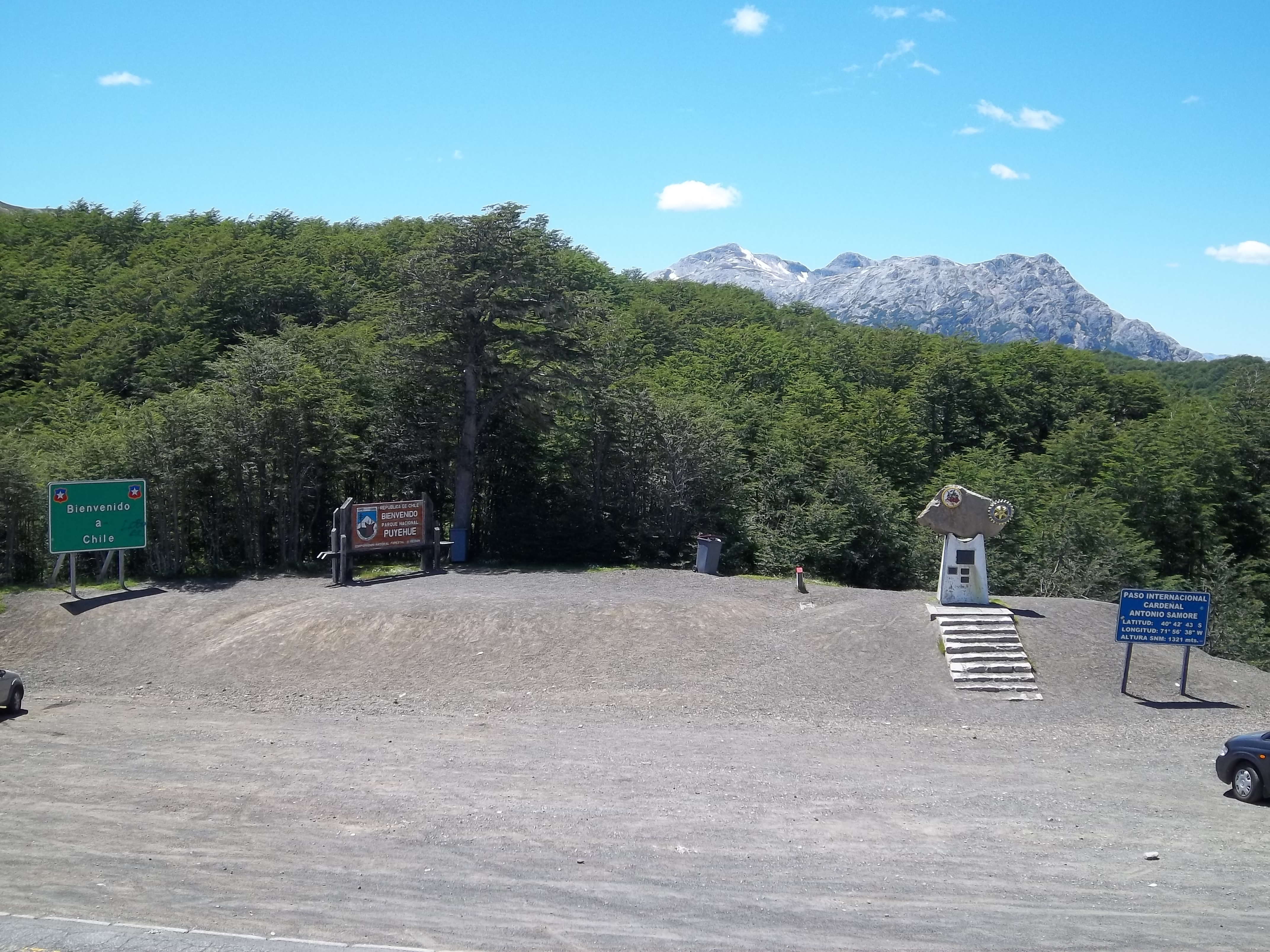
Vue de la frontière.

Ce passage frontalier fait la jonction entre la route nationale 231 argentine et la route Osorno-Puyehue-Argentine chilienne. Les localités adjacentes sont Villa La Angostura et San Carlos de Bariloche en Argentine et Entre Lagos et Osorno au Chili. Ce passage est contrôlé côté chilien par le Servicio Nacional de Aduanas, la Policía de Investigaciones de Chile (PDI) et par le Servicio Agrícola y Ganadero et côté argentin par la Aduana Argentina (AFIP), le Servicio Nacional de Sanidad y Calidad Agroalimentaria (SENASA), la Dirección Nacional de Migraciones et la Gendarmerie nationale argentine.

## Trafic
Avec le passage frontalier Cristo Redentor ou Los Libertadores, il est l'un des passages les plus connus et empruntés entre le Chili et l'Argentine, et l'un des rares à être goudronné dans la région. L'été, ce sont près de 7 000 personnes qui empruntent quotidiennement le col entre les deux pays.